# Vatsimanjoki
Vatsimanjoki (rus. Ватсиманйоки; fin. Vaatsimenjoki) je rijeka na jugu Murmanske oblasti, Rusija. Duga je 50 km, s površinom porječja od 547 km2. Vatsimanjoki se ulijeva u Tuntsajoki, pritok Tumče.